# Woeste grond

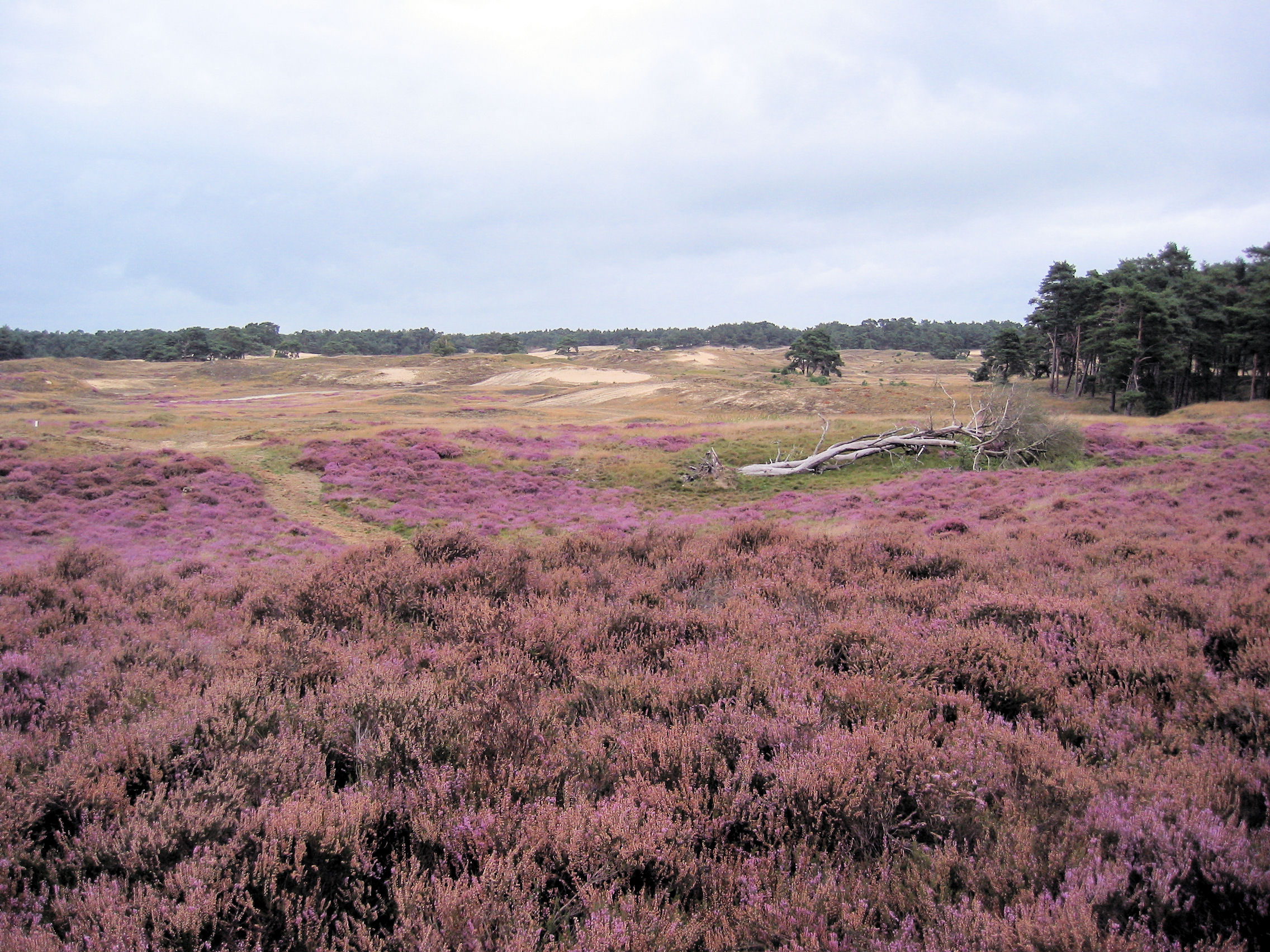
De woeste gronden van het Wekeromse Zand

Woeste grond was eeuwenlang de benaming voor onontgonnen (niet-gecultiveerd) en niet verdeelde grond met natuurlijke en halfnatuurlijke vegetaties, dat niet of extensief als land- of tuinbouwgrond of voor bosbouw gebruikt werd. Het ging om heide, veengebieden en moerassen.
Dat de woeste gronden niet bewerkt werden betekende niet dat ze niet gebruikt werden door de lokale bevolking. Ze werden beschouwd als gemene grond en beheerd als gemeenschappelijk bezit met verschillende namen, zoals marke, meent(e), gemeynt(e) of gemeente.
Heidegebieden waren graasgebied voor schapen en in mindere mate voor koeien. Heide werd gemaaid als veevoeder of er werden plaggen gestoken voor in de potstal en later vermengd met dierlijke mest op het akkerland gebracht als grondverbeteraar en bemesting. Er werden eikels verzameld voor veevoeder en humus voor bemesting. Daarnaast stonden er bijenkasten. Naast het aan landbouw verwante gebruik stak men er turf als brandstof, klei voor bakstenen, leem en zand voor de woningbouw.
De woeste gronden behoorden toe aan de landsheer of vorst, die gebruiksrechten kon toekennen aan de lokale bewoners, die daarvoor een cijns betaalden aan de heer. Na de Franse Revolutie en de afschaffing van de feodaliteit zorgde nieuwe wetgeving voor een overheveling van de gemene gronden naar de gemeente en kreeg de overheid er zeggenschap over.
Vanaf de achttiende eeuw streefde men naar ontginning van woeste gronden tot landbouwgebied en productiebos. 
De omzetting in landbouwgrond kon pas succesvol zijn na de aanleg van spoorwegen en kanalen op het einde van de negentiende eeuw. Daardoor kon de beschikbaar gekomen guano en kunstmest aangevoerd worden, waardoor de omgezette woeste gronden vruchtbaar konden gemaakt worden voor een rendabele landbouwexploitatie.
In België kwam er in 1847 een wet die gemeenten verplichtte om woeste gronden te ontginnen. Die wet leidde naar een aanvankelijk beperkte omzetting in landbouwgrond maar vooral naar een bebossing van heidegronden met vooral naaldhout voor mijnhout voor gebruik in de mijnen. 
In Nederland werd dit aan het eind van de 19e en het begin van de 20e eeuw ter hand genomen door organisaties als Staatsbosbeheer en de Heidemij. Met de Markewetten in de negentiende eeuw werden deze grootschalig opgedeeld. Grote delen ervan werden aan grootgrondbezitters en beleggers verkocht, die ze omzetten in productiebos en landbouwgebied, soms ook werden ze door de gemeenten zelf ontgonnen, waardoor gemeentebossen ontstonden. Delen ervan met hoge natuurwaarden werden in de loop van de twintigste eeuw door natuurbeschermingsorganisaties aangekocht.
Sinds 1964 is het in Nederland verboden om woeste gronden te ontginnen en worden de overgebleven gronden als natuurgebied beschouwd.